# Liste der Kirchenmusikwerke Mozarts
Liste der von Wolfgang Amadeus Mozart komponierten kirchenmusikalischen Werke:

## Messen
- KV 49 (47d): Missa brevis in G
- KV 65 (61a): Missa brevis in d
- KV 66: Missa in C, Dominicusmesse
- KV 139 (KV3 114a = KV6 47a): Missa in c, „Waisenhausmesse“
- KV 140 (KV3 Anh. 235d = KV6 Anh. C 1.12): Missa brevis in G
- KV 167: Missa in C, Trinitatismesse
- KV 192 (186f): Missa brevis in F, Kleine Credomesse
- KV 194 (186h): Missa brevis in D
- KV 220 (196b): Missa in C, Spatzenmesse
- KV 257 Missa in C, (Große) Credomesse oder Spaur-Messe
- KV 258: Missa brevis in C, Piccolomini-Messe
- KV 259: Missa brevis in C, Orgelsolomesse
- KV 262 (246a): Missa longa in C
- KV 275 (272b): Missa brevis in B (Loretomesse)
- KV 317: Missa in C, Krönungsmesse
- KV 337: Missa in C („Missa solemnis“)
- KV 427 (417a): Missa in c, Große Messe in c-Moll

## Requiem
- KV 626: Requiem in d-Moll

## Vespern
- KV 193: Dixit & Magnificat C-Dur
- KV 321: Vesperae de Dominica C-Dur
- KV 339: Vesperae solennes de Confessore C-Dur

## Litaneien
- KV 109: Litaniae de Beata Maria Virgine (Lauretanische Litanei)
- KV 125: Litaniae de venerabili altaris sacramento (Eucharistische Litanei)
- KV 195: Litaniae Lauretanae D-Dur
- KV 243: Litaniae de venerabili altaris sacramento

## GeistlicheKantaten
- KV 42: Grabmusik (Passion) für Sopran, Bariton, Chor und Orchester
- KV 469: Davide penitente

## Oratorien
- KV 35: Die Schuldigkeit des ersten Gebots (erster Teil)
- KV 118 (74c): La Betulia liberata

## Kirchensonaten
- Kirchensonate Nr. 1 Es-Dur, KV 67 (41h) (1772)
- Kirchensonate Nr. 2 B-Dur, KV 68 (41i) (1772)
- Kirchensonate Nr. 3 D-Dur, KV 69 (41k) (1772)
- Kirchensonate Nr. 4 D-Dur, KV 144 (124a) (1774)
- Kirchensonate Nr. 5 F-Dur, KV 145 (124b) (1774)
- Kirchensonate Nr. 6 B-Dur, KV 212 (1775)
- Kirchensonate Nr. 7 F-Dur, KV 224 (241a) (1776)
- Kirchensonate Nr. 8 A-Dur, KV 225 (241b) (1776)
- Kirchensonate Nr. 9 G-Dur, KV 241 (1776)
- Kirchensonate Nr. 10 F-Dur, KV 244 (1776)
- Kirchensonate Nr. 11 D-Dur, KV 245 (1776)
- Kirchensonate Nr. 12 C-Dur, KV 263 (1776)
- Kirchensonate Nr. 13 G-Dur, KV 274 (271d) (1777)
- Kirchensonate Nr. 14 C-Dur, KV 278 (271e) (1777)
- Kirchensonate Nr. 15 C-Dur, KV 328 (317c) (1779)
- Kirchensonate Nr. 16 C-Dur, KV 329 (317a) (1779)
- Kirchensonate Nr. 17 C-Dur, KV 336 (336d) (1780)

Darüber hinaus begann Mozart zwei weitere Kirchensonaten, KV Anh. 65a und KV 124c, die beide unvollendet blieben.

## Einzelne Werke
- KV 33: Kyrie für SATB und Streicher F-Dur
- KV 34: Offertorium für Sopran, SATB und Orchester „In Festo St. Benedicti“
- KV 47: Offertorium Veni, Sancte Spiritus für Sopran, Alt, Tenor, Bass, SATB und Orchester C-Dur
- KV 72: Offertorium Inter natos mulierum für SATB, Orgel und Streicher G-Dur
- KV 85: Miserere für ATB und Bass
- KV 86: Antiphon Quaerite primum regnum Dei für SATB
- KV 89 (73k): Kyrie, Kanon für 5 Soprane G-Dur
- KV 90: Kyrie für SATB und Orgel d-Moll (zweifelhaft)
- KV 93: Psalm De profundis clamavi
- KV 108: Regina Coeli C-Dur
- KV 117: Offertorium Benedictus sit Deus C-Dur
- KV 127: Regina Coeli B-Dur
- KV 141: Te Deum C-Dur
- KV 142: Tantum ergo B-Dur
- KV 143: Ergo interest, Arie für Sopran
- KV 165: Motette Exsultate, jubilate für Sopran und Orchester
- KV 197: Tantum ergo (zweifelhaft)
- KV 198: Offertorium Sub tuum praesidium
- KV 221: Kyrie C-Dur
- KV 222: Offertorium de tempore Misericordias Domini d-Moll
- KV 223: Osanna (Fragment) C-Dur
- KV 260: Offertorium Venite, Populi
- KV 273: Gradual Sancta Maria
- KV 276: Regina Coeli C-Dur
- KV 277: Offertorium Alma Dei creatoris
- KV 322: Kyrie (Fragment) Es-Dur
- KV 323: Kyrie (Fragment) C-Dur
- KV 341: Kyrie d-Moll
- KV 343: 2 deutsche Kirchenlieder
- KV 553: Kanon Alleluja
- KV 554: Kanon Ave Maria
- KV 618: Motette Ave verum corpus